# دوغلاس تي جاكوبسون
دوغلاس تي جاكوبسون (بالإنجليزية: Douglas T. Jacobson)‏ هو ضابط أمريكي، ولد في 25 نوفمبر 1925 في روتشستر في الولايات المتحدة، وتوفي في 8 أغسطس 2000 في بورت شارلوت ‏ في الولايات المتحدة بسبب ذات الرئة وقصور القلب.